# Carmel (Indiana)
Pour les articles homonymes, voir Carmel.
La ville de Carmel est située dans le comté de Hamilton, dans l’État de l’Indiana, aux États-Unis. Sa population, qui s’élevait à 79 191 habitants lors du recensement de 2010, est estimée à 101 068 habitants en 2019. Carmel est la sixième plus grande ville de l’État.

## Trafic routier
En 2022, Carmel comptait près de 140 ronds-points. L'ancien maire James Brainard (en) explique que ces carrefours giratoires permettent de sécuriser le trafic routier, en réduisant les accidents de 84 % en sortie d'autoroute et de 50 % à 75 % aux autres intersections, et fluidifient la circulation, comparé aux carrefours en X. De plus, leur indépendance à l'électricité permet leur fonctionnement tout le temps.

## Source
1. ↑  (en) « Population and Housing Unit Estimates », United States Census Bureau, 24 mai 2020 (consulté le 27 mai 2020)
2. ↑  (en) Bureau du recensement des États-Unis, « Census of Population and Housing » (consulté le 16 février 2014)
3. ↑  (en) « Population Estimates », Bureau du recensement des États-Unis (consulté le 8 juin 2018)
4. ↑  (en) « Unusual design slashes injury crashes for Roundabout City », sur Insurance Institute for Highway Safety, 19 août 2021 (consulté le 4 juin 2024).
5. ↑  (en) Kris Van Cleave, « How roundabouts improve traffic safety and lower carbon emissions », sur CBS, 18 août 2022 (consulté le 4 juin 2024).